# Vicenza Volley 1994-1995

## Risultati ottenuti

### In Italia
- Serie A2: 5º posto
- Coppa Italia: